# آبلة
آبلة أو أبله (بالإسبانية: Ávila) هي مدينة تقع في وسط إسبانيا، هي عاصمة مقاطعة آبلة التابعة لمنطقة قشتالة وليون.

## الديموغرافيا
بلغ عدد سكان مدينة آبلة 59.008 نسمة عام 2011 (وفقاً للمعهد الوطني للإحصاء الإسباني).
| 47.187 | 47.682 | 50.241 | 52.612 | 53.794 | 56.855 | 59.008 |

## توأمة
لآبلة اتفاقيات توأمة مع كل من:
- فيلنوف سور لوت
- روي-مالميزون [7]
- تيرامو
- رودس

## أعلام
- توماس دي توركيمادا
- خيسوس هرنانديز أوبيدا
- سانتشث ألبورنوث
- فيليسيانو ريفيلا
- خيسوس هرنانديز
- جيل غونزاليس
- جيل غونزاليس دافيلا
- توماس لويس دي فيكتوريا
- كارلوس ساستري
- خوليو خيمينيز